# نور خسته
نور خسته به رده‌ای از سازوکارهای انتقال به سرخ گفته می‌شود، که به عنوان توضیح جایگزینی برای ارتباط انتقال به سرخ و فاصله کهکشانها پیشنهاد گشت.  این نظریه جایگزینی برای نظریه‌های مبتنی بر انبساط متریک فضا (که مهمترینشان مه‌بانگ و نظریه حالت پایدار هستند) ارائه می‌دهد. مفهوم آن برای نخستین بار در سال ۱۹۲۹ توسط فریتس تسوئیکی مطرح شد که پیشنهاد داد اگر فوتونها در گذر زمان در اثر برخورد با سایر ذرات انرژی از دست بدهند، اجسام دورتر سرخ‌تر از اجسام نزدیک به نظر خواهند رسید.
خود تسوئیکی پذیرفت که هرنوع پراکندگی نور، تصویر اجسام دوردست را بیش از آنچه دیده می‌شود، تار می‌کند. علاوه بر این روشنایی سطحی در حال تغییر کهکشانها، اتساع زمان منابع کیهانی و طیف گرمایی تابش زمینه کیهانی هم مشاهده شده‌اند که اگر انتقال به سرخ کیهانی ناشی از مکانیسمهای پراکندگی نور خسته باشد این پدیده‌ها نباید مشاهده شوند.
با وجود بررسی مجدد دوره‌ای این مفهوم، فرضیه نور خسته توسط هیچ داده تجربی پشتیبانی نشده‌است
و اخیراً تنها در محدوده علوم حاشیه‌ای کیهان‌شناسی بررسی می‌گردد.